# Camillo Sivori
Ernesto Camillo Sivori (Genova, 25 ottobre 1815 – Genova, 19 febbraio 1894) è stato un violinista e compositore italiano.
La sua produzione, esclusivamente violinistica, comprende una cinquantina di composizioni. Fu uno dei maggiori virtuosi dell'Ottocento e tenne concerti nelle Americhe e in tutta Europa. A Parigi un critico lo definì "Paganinetto", mentre in Germania fu definito ironicamente "Il sosia di Paganini".

## Biografia

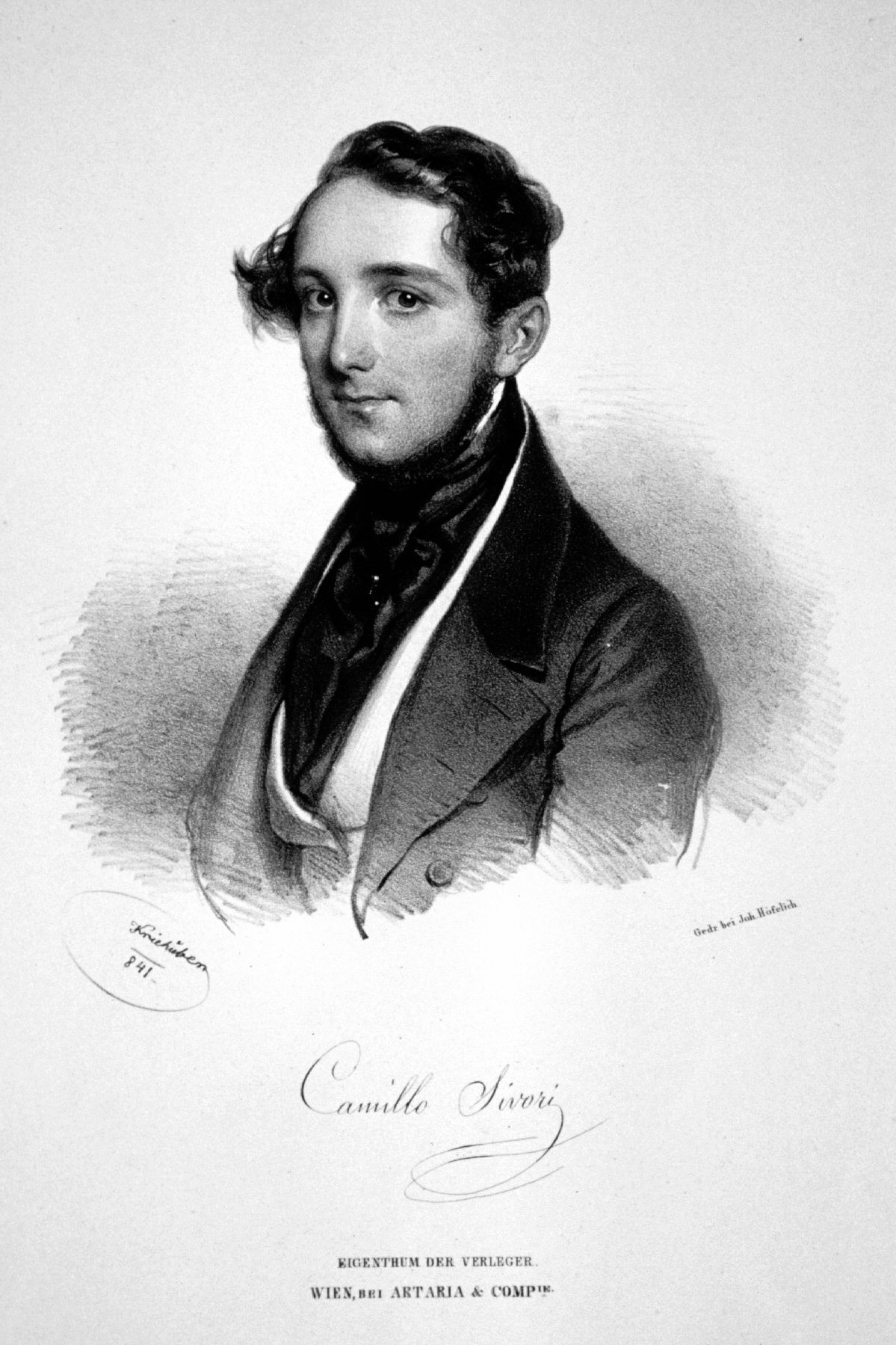
Ritratto di un giovane Sivori, nel 1841

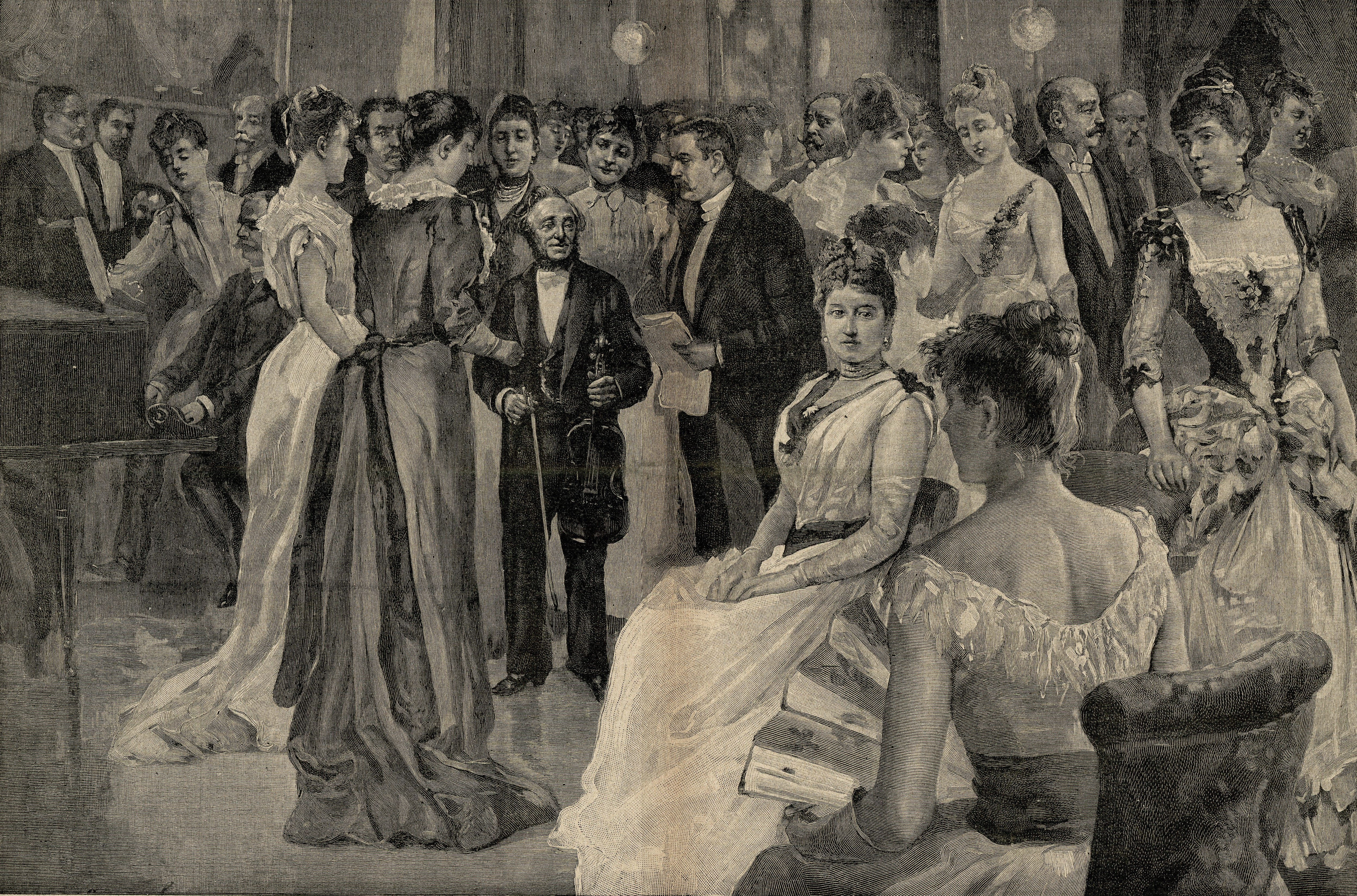
Il violinista Camillo Sivori in una “Soirée” a Genova

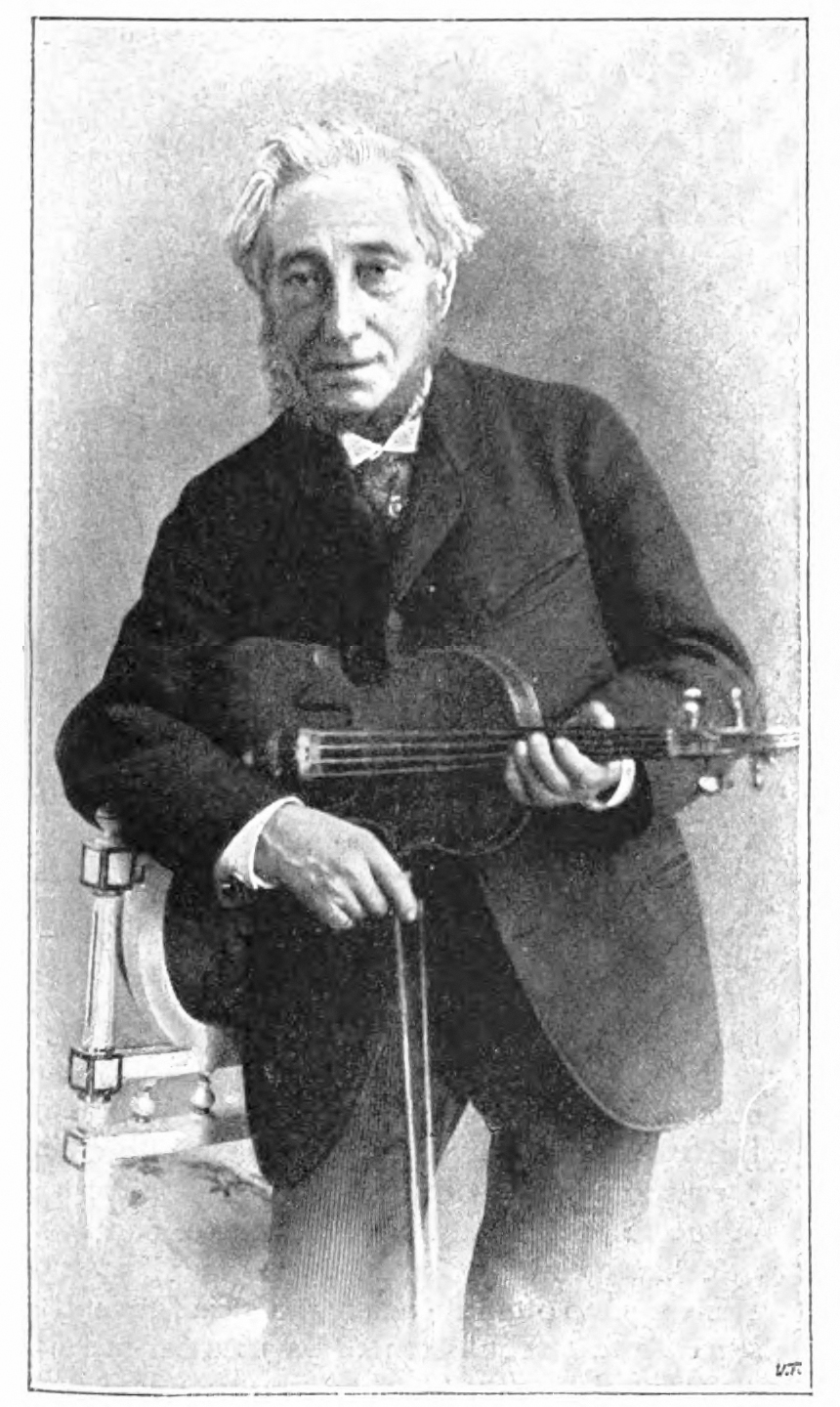
Sivori col suo violino in uno scatto del 1894, pochi giorni prima della morte

Talento precoce e apprezzato internazionalmente, esordì a Genova a soli dodici anni, nel 1827, di fronte ai reali di casa Savoia. Fu amico e ultimo allievo di Paganini, con cui studiò nel 1823-24. Fra i suoi docenti vi furono anche Giacomo Costa (1762-1836, docente anche di Paganini) e Agostino Delle Piane (1786-1831), anch'egli allievo di Paganini tra il 1805-1809 durante il suo soggiorno a Lucca.
Tra gli altri strumenti utilizzati, Sivori possedeva una riproduzione fedele del celebre Guarneri del Gesù il "Cannone" (il violino preferito da Paganini), realizzata a Parigi dal liutaio Jean-Baptiste Vuillaume (1798-1875) nel 1834, e donata dal liutaio allo stesso Paganini. Questo violino fu acquistato da Sivori nel 1840 per 500 franchi e il ricavato donato al liutaio. Il violino, poi divenuto celebre come "Il Sivori", è conservato presso il Municipio di Genova, insieme all'originale paganiniano, avuti per donazione e lascito testamentario.
La carriera concertistica internazionale di Sivori ebbe un'impennata dal 1841, quando iniziò a essere conosciuto in pubblico come erede dell'arte paganiniana, del quale riprese taluni usi stilistici. Per eseguire la Cantata sulla Preghiera (M.S.23), trascrizione di Paganini dal Mosè di Rossini, usava smontare tutte le corde tranne quella del Sol, che accordava in Si bemolle. Eseguiva la musica del maestro adattandola alle proprie esigenze, avendo le dita corte, infatti, aveva difficoltà a eseguire alcuni armonici doppi, mentre aveva una fine intonazione e molta agilità con la mano sinistra.
Autore di molti pezzi per violino e pianoforte, scrisse anche 12 capricci per violino solo (Op.25).
A Camillo Sivori Paganini dedicò un concertino per violino e chitarra, il cui originale è andato perduto, e altri pezzi tra i quali sei cantabili e minuetti a valtz per quartetto con chitarra.
Morì nel febbraio del 1894, ricevendo sepoltura nel Cimitero monumentale di Staglieno, all'interno del Pantheon.
A Sivori sono dedicati un teatro a Finale Ligure e una sala cinematografica a Genova.

## Registrazioni
- Études-Caprices op.25 - La Génoise - Folies espagnoles op.29, (Fulvio Luciani, violino; Massimiliano Motterle, pianoforte) CD Audio, Naxos Records, 2012
- Musica per violino e pianoforte (Mauro Tortorelli, violino; Angela Meluso, pianoforte), CD Audio Tactus, 2012